# Gabriele Mirabassi

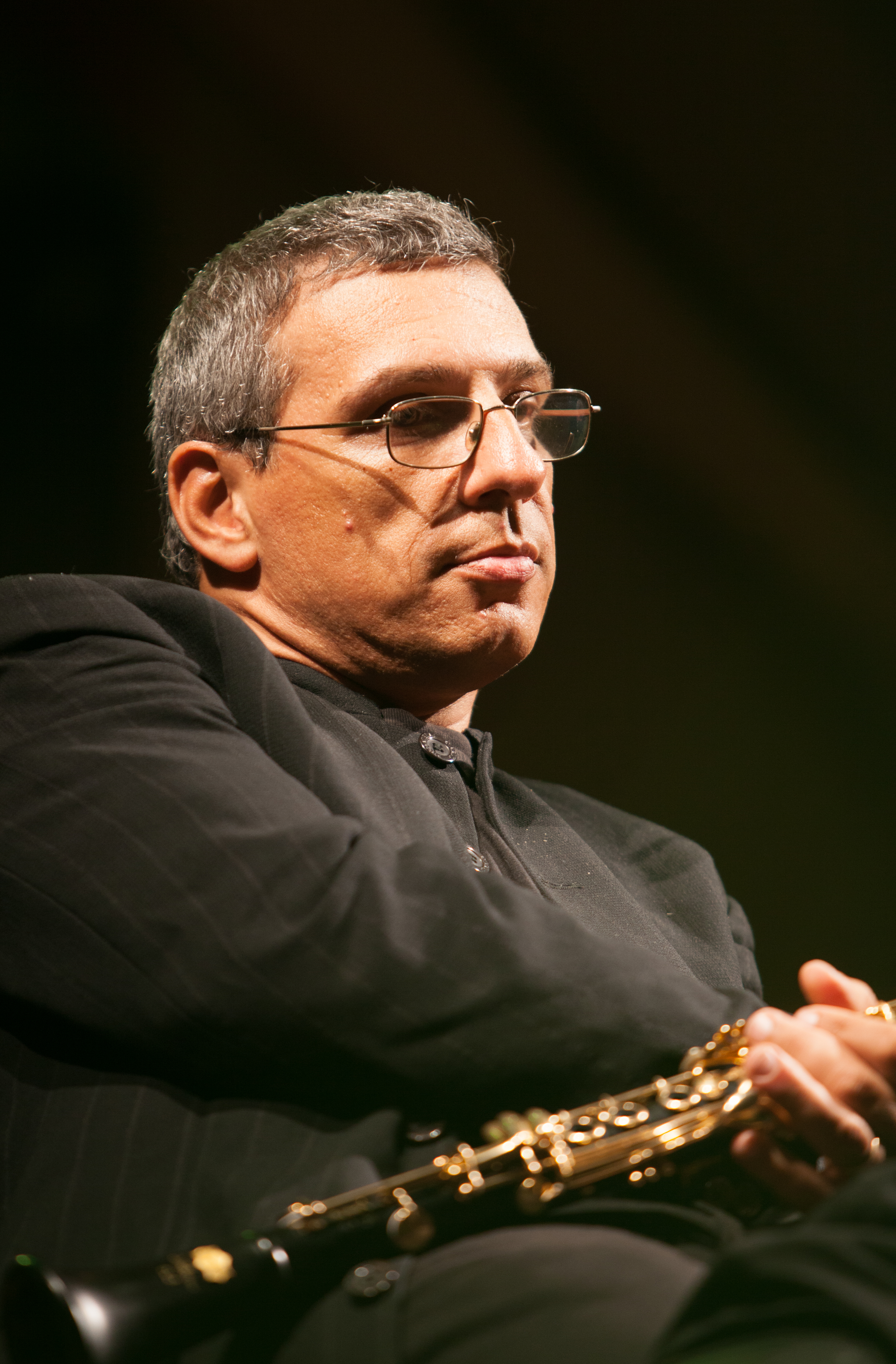
Gabriele Mirabassi beim TFF Rudolstadt 2013

Gabriele Mirabassi (* 16. September 1967 in Perugia) ist ein italienischer (Jazz-)Klarinettist. Er ist der Bruder des Jazz-Pianisten Giovanni Mirabassi.

## Leben und Wirken
Mirabassi studierte bis 1986 zeitgenössische klassische Musik am Conservatorio F. Morlacchi. Er trat zunächst als Interpret moderner klassischer Musik hervor. Mit anderen Musikern gründete er 1986 das L'Artisanat Furteux Ensemble, das bis 1992 aktiv war. Er trat regelmäßig mit dem Ensemble dei Quaderni Perugini di Musica Contemporanea, dem Ensemble Veni aus Bratislava und dem Ensemble Musica Negativa aus Frankfurt auf und arbeitete mit Musikern wie John Cage, Gunther Schuller, Jürg Wittenbach, Siegfried Palm, Louis Andriessen und Rainer Riehn.
Seit 1992 arbeitete er mit Jazzmusikern wie Richard Galliano, Stefano Battaglia, Enrico Pieranunzi, Riccardo Zegna und vor allem Battista Lena und trat bei internationalen Jazzfestivals auf. 1996 wurde er in Italien zum Musiker des Jahres gewählt. Für das Album Duty Free erhielt er 1997 den Preis der deutschen Schallplattenkritik. Mit dem Akkordeonisten Luciano Biondini und dem Tubaspieler Michel Godard gründete er ein eigenes Trio. Beim Umbria Jazz Festival 2001 stellte er sein Brasilien-Projekt Pixinguinha vor. Im gleichen Jahr wurde er gemeinsam mit Biondi und Godard Mitglied der Band von Rabih Abou-Khalil.

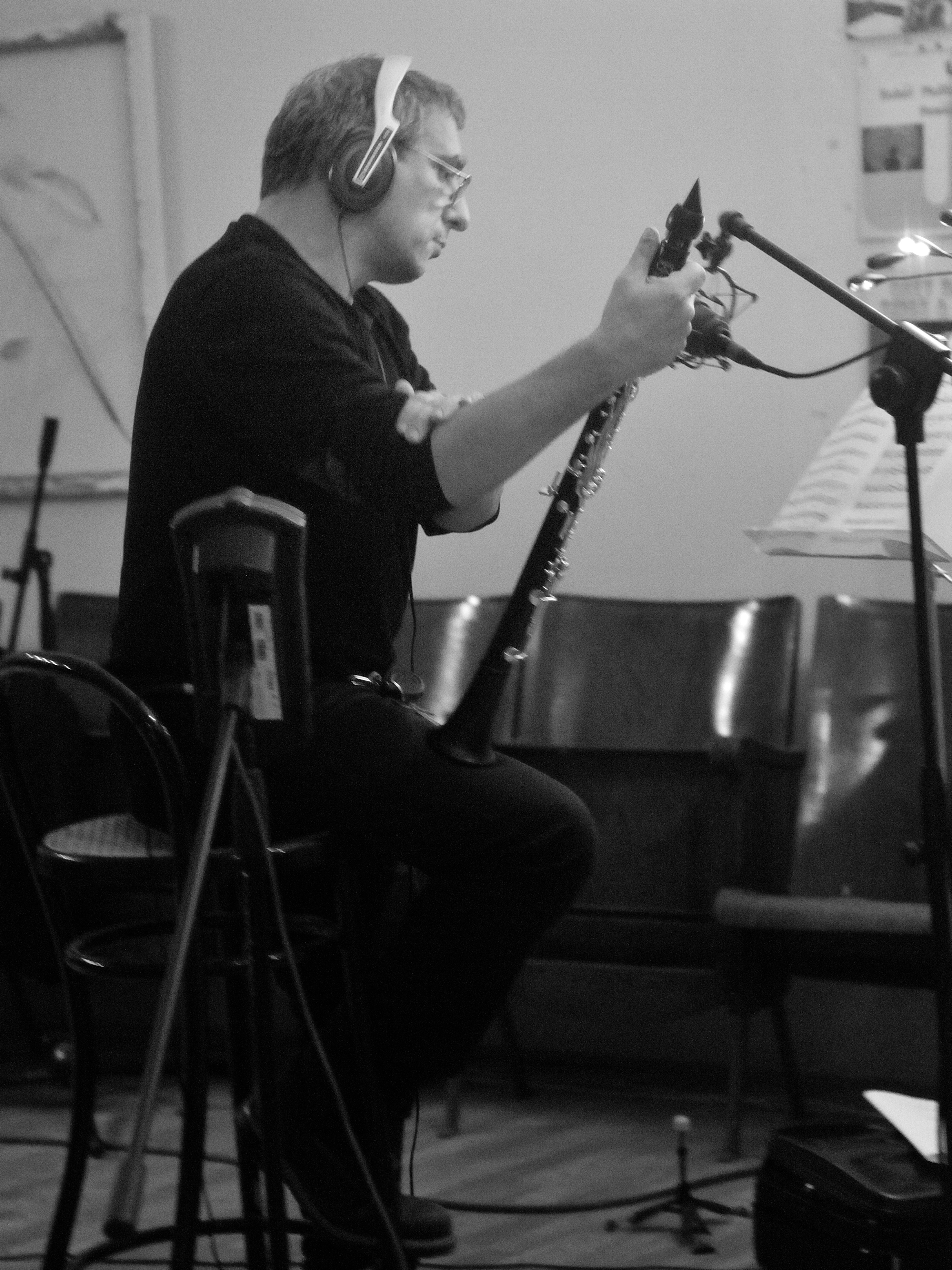
Gabriele Mirabassi (Februar 2015)

## Diskographie (Auswahl)
- Electroacoustic quartetto (Quadrivium, 1990)
- Richard Galliano & Gabriele Mirabassi: Coloriage  (Egea, 1992)
- Gabriele Mirabassi & Stefano Battaglia: Fiabe (Egea, 1995)
- Come una volta mit Gianni Coscia, Battista Lena, Enzo Pietropaoli (Egea, 1996)
- Focuspocus: Duty Free mit Werner Puntigam, Zoro Babel (Extraplatte, 1997; Bestenliste Preis der deutschen Schallplattenkritik)
- Cambaluc mit Richard Galliano, Battista Lena, Giovanni Mirabassi, Riccardo Tesi (Egea, 1997)
- Velho Retrato mit Sergio Assad (Egea, 1999)
- Racconti mediterranei mit Enrico Pieranunzi, Marc Johnson (Egea, 2000)
- Lo Stortino mit Luciano Biondini, Francesco d’Auria, Michel Godard (Egea, 2000)
- Piccolo Valzer mit Riccardo Zegna und Pietro Tonolo (Egea, 2000)
- Luna Park mit Giampaolo Casati, Rossano Emili, Massimo Pirone, Roberto Rossi, Pietro Tonolo (Egea, 2000)
- Moon mit Kenny Wheeler, John Taylor (Egea, 2001)
- 1 - 0 (Una a zero) mit Luciano Biondini, Michel Godard, Patrick Vaillant (Egea, 2001)
- Fuori le mura (Egea, 2003)
- Latakia Blend mit Luciano Biondini, Michel Godard (Enja, 2004)
- Gabriele Mirabassi, Guinga: Graffiando vento (Egea, 2004)
- John Taylor, Steve Swallow, Gabriele Mirabassi: New Old Age (Egea, 2005)
- Canto di ebano mit Peo Alfonsi, Salvatore Maiore, Alfred Kramer (Egea, 2008)
- Miramari mit Andrè Mehmari (Egea, 2010)
- A testa in giù! mit Orchestra à base de sopro de Curitiba (Egea, 2013)
- Amori Sospesi mit Nando Di Modugno und Pierluigi Balducci (Dodicilune, 2015)
- Gabriele Mirabassi & Simone Zanchini: Il Gatto e la Volpe (Egea, 2021)
- Girasoli mit Nando Di Modugno und Pierluigi Balducci (Foné Jazz, 2022)
- Jasper Somsen / Enrico Pieranunzi / Gabriele Mirabassi Traveller’s Way (Challenge, 2024)[1]